# Christopher Latham
Christopher Latham (Bolton, 6 de fevereiro de 1994) é um desportista britânico que compete no ciclismo nas modalidades de pista e rota.
Ganhou uma medalha de bronze no Campeonato Mundial de Ciclismo em Pista de 2017, na carreira de scratch, e uma medalha de bronze no Campeonato Europeu de Ciclismo em Pista de 2015, na prova de eliminação.

## Medalheiro internacional
| Campeonato Mundial | Campeonato Mundial | Campeonato Mundial | Campeonato Mundial |
| Ano                | Lugar              | Medalha            | Competição         |
| ------------------ | ------------------ | ------------------ | ------------------ |
| 2017               | Hong Kong ( China) | Medalha de bronze  | Scratch            |
| Campeonato Europeu |                    |                    |                    |
| Ano                | Lugar              | Medalha            | Competição         |
| 2015               | Grenchen ( Suíça ) | Medalha de bronze  | Eliminação         |

## Palmarés
- 2015
  - Troféu Beaumont

- 2016
  - 1 etapa do Tour de Olympia